# Daff Dome
Pour les articles homonymes, voir Daff.
Le Daff Dome est un sommet de la Sierra Nevada, dans l'État américain de Californie. Ce dôme de granite culmine à 2 790 mètres d'altitude dans une partie du parc national de Yosemite qui relève du comté de Tuolumne et de la Yosemite Wilderness.